# СКР-115
СКР-115, с 1984 F1617 — сторожевой корабль проекта 159А Черноморского флота (по классификации НАТО — Petya-II class frigate). Бортовой номер 889, 836. Фрегат ВМС Эфиопии.

## Служба

### ВМФ СССР

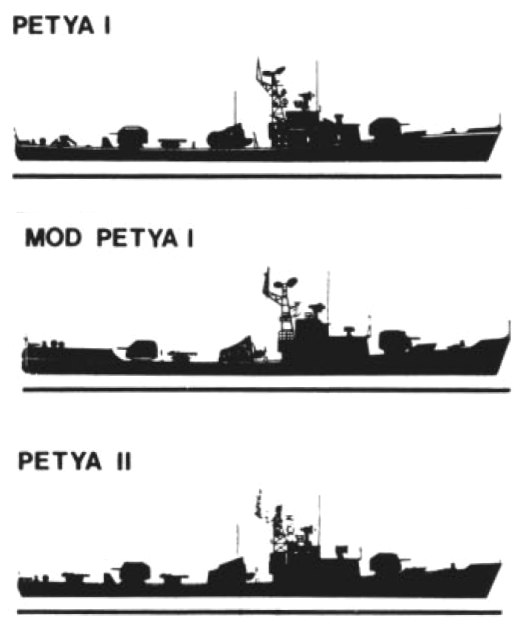
Таблица распознавания НАТО, 1987

Сторожевой корабль «СКР-94» проекта 159А был заложен 20 августа 1966 года на стапеле Прибалтийского ССЗ «Янтарь» в Калининграде (заводской номер 192).  Спущен на воду 4 ноября 1967 года, 12 января 1968 года был зачислен в списки кораблей флота. Вступил в строй 27 августа 1968 года. 11 сентября 1968  года был включен в состав Черноморского флота. Совершил межфлотский переход из Балтийска в Севастополь.
В 1970-х годах в составе 17-й бригады противолодочных кораблей в Крымской военно-морской базы на озере Донузлав, 2-я площадка. В\ч 81329.
С 2 марта 1979 по 11 декабря 1980 года и с 16 июля 1982 по 10 февраля 1984 года на "Севморзаводе" в Севастополе проходил средний и капитальный ремонт.
В 1981 году на боевой службе в Средиземном море.

19 марта 1984 был продан ВМС Эфиопии. 9 апреля 1984 года был исключен из состава ВМФ СССР и 31 декабря 1984 года был расформирован.

### ВМС Эфиопии
На эфиопских суда вместо пятитрубного торпедного аппарата были установлены установка залпового огня BM 21 MLRS для стрельбы по берегу, в носовой части установлена 50 мм автоматическая пушка М 2, около якорных цепей. В Эфиопию приведен на буксире. Переведён в порт Массауа, Эфиопия (ныне Эритрея). Эксплуатировался первое время советскими специалистами. Имел обозначение F1617. После падения порта Асэб в ходе конфликта с Эритреей в мае 1991 года ушел в Аден (Йемен), оставался там до начала 1993 года, когда Йемен удалил из порта все эфиопские суда. Перешел в Джибути и находился там, пока эфиопское правительство, не имея выхода к морю, вело неудачные переговоры о базировании своих кораблей в Эритрее. В 1995 года  Джибути продало судно с аукциона как металлолом за долги по портовым сборам. Корабль затонул в июне 1995 года по пути на слом в Индию. Исключен из состава ВМФ Эфиопии в 1996 году. 

## Командиры
- 1981 Веденский В. В.

## Примечание
1. 1 2 3 4  Сторожевой корабль "СКР-115". Черноморский флот - информационный ресурс (2024). Дата обращения: 13 ноября 2024. Архивировано 13 ноября 2024 года.
2. ↑  В счет государственных кредитов.
3. ↑  Розин Александр. 2.  СССР создает новый флот  Эфиопии // Горячее Красное море. ВМФ СССР в боях у берегов Эфиопии в 80-х – 90-х годах.